# 谭其猛
谭其猛（1914年2月5日—1984年），男，浙江嘉兴人，中国蔬菜遗传育种学家、园艺教育家，曾任中国遗传学会理事。